# Wilhelm Hübsch (Oberamtmann)
Wilhelm Christian Hübsch (* 20. März 1804 in Weinheim; † 15. August 1866 in Lichtental; evangelisch) war ein  seit 1840 im badischen Staatsdienst stehender Jurist und wurde zum 20. Mai 1862 in den Ruhestand versetzt.

## Familie
Wilhelm Hübsch war der Sohn von Karl Samuel Hübsch (* 11. März 1768 in Weinheim; † 20. Juli 1842 ebenda), Postverwalter in Weinheim. Er heiratete am 9. Juli 1856 Auguste Friederike geborene Holtz, verwitwete Witzenmann (* 31. August 1825 in Karlsruhe; † 10. Oktober 1889 in Lichtental), Tochter des Generalmajors Ernst Holtz und der Friederike geborene Weinbrenner. Aus dieser Ehe entstammen drei Kinder: Auguste Franziska (* 20. August 1857), Leopold Joseph (* 19. März 1859) und Frieda (* 6. Oktober 1865; † 18. August 1866).

## Ausbildung
Wilhelm Hübsch begann am 2. Mai 1825 das Studium der Rechtswissenschaften an der Universität Heidelberg, wurde Mitglied des Corps Suevia Heidelberg und legte 1830 sein Examen ab. Als Rechtspraktikant war er von 1830 bis 1833 beim Bezirksamt Weinheim. Vom Februar 1833 bis Ende 1836 unterbrach er seine Ausbildung, um mit einer Auswanderergruppe  in die USA zu reisen und dort in Arkansas und New York zu leben. 1837 wurde er wieder Praktikant, nun im Sekretariat des Oberhofgerichts des Unterrheinkreises in Mannheim und anschließend beim Landamt Mannheim.

## Laufbahn
Wilhelm Hübsch war ca. 1840 Assessor beim Oberamt Heidelberg, bevor er am 1. Oktober 1840 Polizeiassessor beim Stadtamt Mannheim wurde. Am 25. April 1842 war er als Polizeiassessor beim Stadtamt Karlsruhe tätig. Am 1. Oktober 1843 war er Amtmann und Amtsvorstand beim Bezirksamt Eberbach und von März bis September 1848 nahm er sechs Monate Urlaub für eine Amerikareise. Danach war er ab dem 4. Oktober 1848 Amtmann beim Bezirksamt Stühlingen und am 26. November 1850 Amtmann beim Bezirksamt Philippsburg. Dort wurde er am 30. Juli 1852 zum Oberamtmann ernannt. Am 20. Mai 1862 wurde Wilhelm Hübsch in den Ruhestand versetzt.